# Locomotiva FS 735
Il gruppo FS 735 è stato un gruppo di locomotive a vapore per treno merci e passeggeri, commissionato dalle Ferrovie dello Stato Italiane durante la prima guerra mondiale. È anche nota come Wilson, dal nome del presidente statunitense di allora, Thomas Woodrow Wilson.

## Storia
È stato uno dei gruppi a vapore più numerosi e durevoli del parco veicoli nazionale. Al contrario della maggior parte degli altri gruppi di locomotive italiane, la progettazione della macchina non venne gestita direttamente dall'Ufficio del Servizio Materiale e Trazione di Firenze.
Le 735 sono in assoluto il gruppo di origine straniera più numeroso, e quello che ha subito il maggior numero di perdite durante il secondo conflitto mondiale.
Quando iniziarono sotto il pontificato di papa Ratti i lavori di costruzione della stazione vaticana (era il 3 aprile 1929) dopo aver steso i binari, all'epoca un armamento da UNI 36 kg./mt. per il collaudo dell'infrastruttura, il 2 aprile 1932 fu proprio  utilizzata come locomotiva  a vapore una del gruppo FS 735, la 210.
Lo sforzo della guerra in Europa richiedeva per la movimentazione di armi ed eserciti una grande capacità di carico e di conseguenza un numero molto elevato di macchine potenti. In soli 10 anni, sotto la vitalissima gestione di Riccardo Bianchi, le Ferrovie dello Stato avevano incrementato di 2400 unità il parco locomotive, arrivando a oltre 5000 mezzi in servizio.
Si trattava di mezzi molto diversi tra loro e provenienti dai patrimoni acquisiti dalle varie società assorbite dall'ente nazionale, per la maggior parte da Rete Adriatica.
Proprio a causa del conflitto non fu possibile affidare la progettazione della nuova macchina multiruolo agli organi interni dell'azienda, e i maggiori costruttori pesanti nazionali erano assorbiti interamente dalla costruzione di armi per lo sforzo bellico.
Le Ferrovie si rivolsero quindi all'estero, fatto piuttosto raro in un'epoca dove il mezzo ferroviario era rappresentativo del livello tecnico di un paese industrializzato degno di questo nome.
L'appalto venne quindi offerto alle aziende statunitensi, non formalmente impegnate nello scontro e in possesso di tecnologie e competenze tra le migliori al mondo. Inoltre, la "rudezza" stilistica e costruttiva delle macchine americane ben si conciliava con le possibilità dell'amministrazione italiana in tempo di guerra. L'appalto venne vinto dalla canadese Montreal Locomotive Works e dalla statunitense American Locomotive Company, uno dei maggiori colossi dell'industria ferroviaria americana e mondiale.
Le Ferrovie dello Stato avevano bisogno delle macchine al più presto, per cui erano ben disposte ad adattarsi entro certi limiti alle richieste del costruttore d'oltreoceano, purché questo avesse tagliato al minimo i tempi di consegna: fu specificato solo che si sarebbe dovuto trattare di macchine a due cilindri, ad espansione semplice a vapore surriscaldato. Era richiesta una prestazione di 980 cavalli a 45 km/h, tutto sommato non esagerata per gli standard americani.

La 735.128 ora esposta a Pietrarsa a Rimini nel 1978 a fianco di una D.341 e una D.342

Il progetto del costruttore conteneva alcune scelte allora poco comuni per il panorama italiano: innanzitutto il carrello italiano era sostituito da un più semplice carrello Bissel. In secondo luogo la scelta del rodiggio rigido, senza giochi laterali era coraggiosa, dato che avrebbero potuto insorgere problemi di stabilità all'inserimento in curva. Anche il grande tender a carrelli era una soluzione ancora poco battuta in una rete come quella italiana caratterizzata da corse relativamente brevi, dove spesso era sufficiente un tender a due o tre assi.

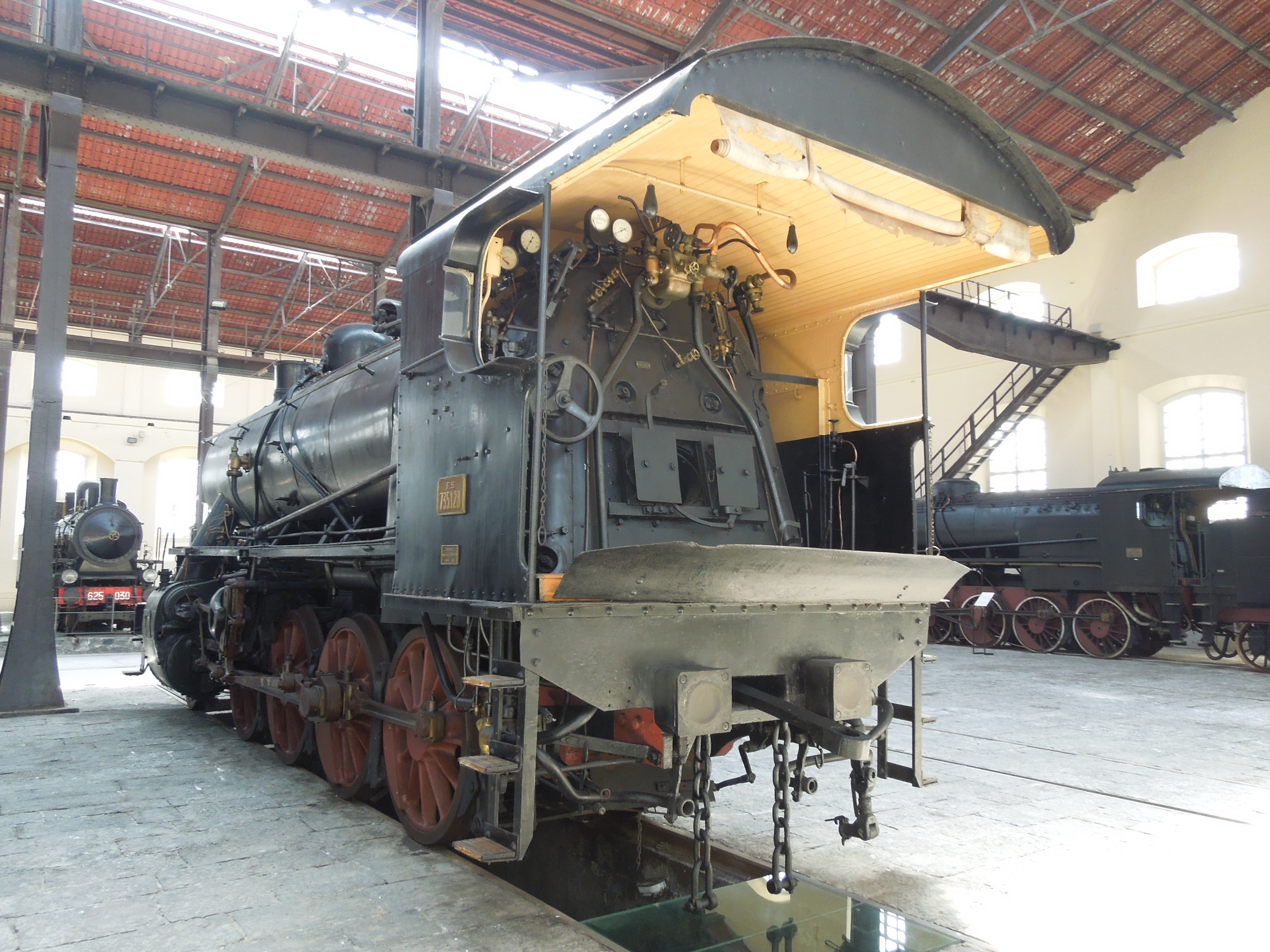
Locomotiva FS 735 posto di guida

La caldaia risultava quasi sospesa sul telaio inferiore, cosa che dava alla macchina una linea filante e leggera, come fosse sollevata sui canali di distribuzione anteriori e poggiata sui cilindri esterni. Le macchine costruite dalla Montreal avevano la caldaia cilindrica, mentre quelle della ALCO erano tronco-coniche. La cabina, aperta, aveva il tettuccio allungato per proteggere i fuochisti.
La ALCO operò con grande efficienza, e già tre mesi dopo il primo lotto di 105 macchine venne imbarcato e spedito in Europa: il viaggio fu tumultuoso, e una delle navi che portavano le macchine, la Washington, venne affondata da un U-Boot tedesco, causando la perdita di 7 macchine ancora prima dell'entrata in servizio. Alcune furono impiegate, come le FS 740 nel traino di treni armati della Regia Marina durante la seconda guerra mondiale.
Le macchine si dimostrarono efficienti e valide: la prima serie, quella della ALCO, era in grado di erogare precisamente i 980 cavalli richiesti, ma con i miglioramenti dovuti all'esperienza e piccoli ritocchi progettuali si riuscì, sulla seconda serie prodotta dalla Montreal Locomotive Works, ad aggiungere 100 CV ed arrivare a 1080 CV, una potenza ragguardevole.
Il Gruppo 735 ebbe un insperato successo, nonostante le traversie della sua nascita, e restò in servizio fino alla fine degli anni sessanta.

## Locomotive conservate
Dopo la dismissione dal servizio attivo diverse locomotive sono state conservate a scopo museale o demolite; qui di seguito un elenco parziale:
- FS 735.128 attualmente conservata al Museo nazionale ferroviario di Pietrarsa.
- FS 735.155 non atta, esposta presso le officine di Torino Ponte Mosca Museo Ferroviario Piemontese di Torino.
- La FS 735.236 è stata utilizzata nel film Il colonnello von Ryan del 1965. Di questa locomotiva si persero le tracce, molto probabilmente demolita.